# Topsham (Anglia)
Topsham – miejscowość w Anglii, w hrabstwie Devon, położona na przedmieściach Exeteru, administracyjnie część tego miasta, na wschodnim brzegu rzeki Exe, na zachód od uchodzącej do niej rzeki Clyst. W 2011 miejscowość liczyła 3730 mieszkańców.
W przeszłości ważny port morski, obecnie ośrodek turystyki, a także popularne miejsce zamieszkania osób starszych (w 2011 roku – 32% ludności w wieku powyżej 65 lat). 

## Historia
W I wieku Rzymianie założyli tutaj port, obsługujący oddalone o około 6 km Isca Dumnoniorum (obecnie Exeter), który funkcjonował do końca IV wieku. W VII wieku w miejscu dawnej osady powstała nowa, założona przez Sasów.
W XIII wieku z polecenia hrabiny Devonu, Isabelli de Fortibus na rzece Exe zbudowany został jaz, który uniemożliwił żeglugę w górę rzeki do Exeteru, rozpoczynając wieloletni spór między miastem a kolejnymi hrabiami Devonu. Ruch towarowy przekierowany został tymczasem do położonego poniżej portu w Topsham, który przeżywał okres rozwoju i wkrótce stał się jednym z głównych portów w kraju. W 1300 roku Topsham uzyskało prawa miejskie.
Pomimo otwarcia kanału Exeter Ship Canal w 1567 roku, który pozwalał ominąć przeszkodę, port w Topsham nie utracił na znaczeniu. Miasto pozostało ważnym ośrodkiem eksportu wełny aż do jego załamania pod koniec XVIII wieku. Z okresu tego zachowały się domy kupców zbudowane w stylu holenderskim. 
Poza handlem morskim w Topsham rozwinęło się także szkutnictwo (zapoczątkowane prawdopodobnie w XVI wieku) oraz rybołówstwo (w szczególności połów łososi i śledzi), które zaczęły zanikać w połowie XIX wieku.
W 1966 roku Topsham zostało włączone w administracyjne granice miasta Exeter.

## Transport
W Topsham znajduje się stacja kolejowa, położona na linii Avocet Line z Exeteru do Exmouth.
Funkcjonuje tutaj także pasażerska przeprawa promowa przez rzekę Exe.

## Galeria

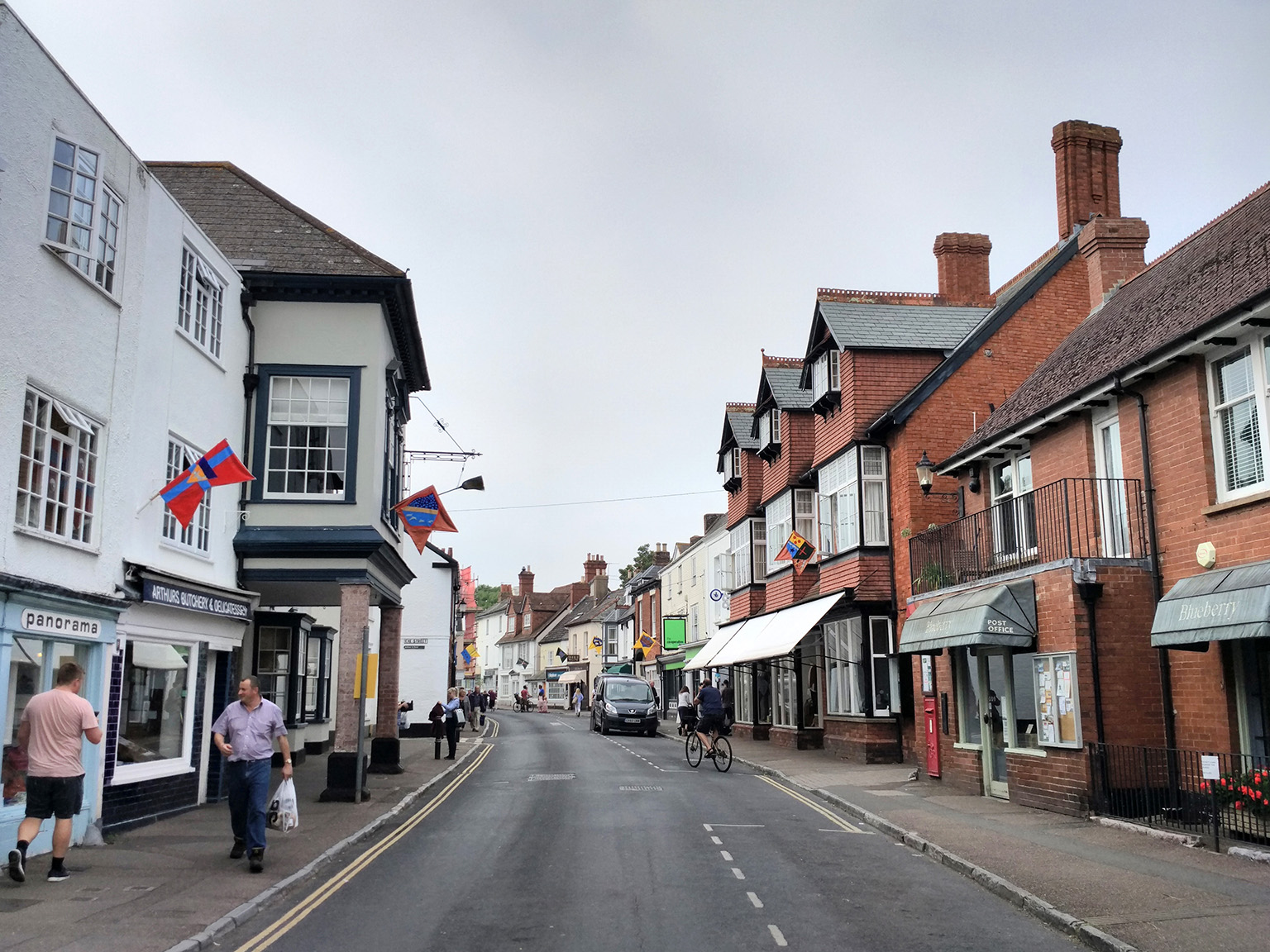
Centrum Topsham (Fore Street)
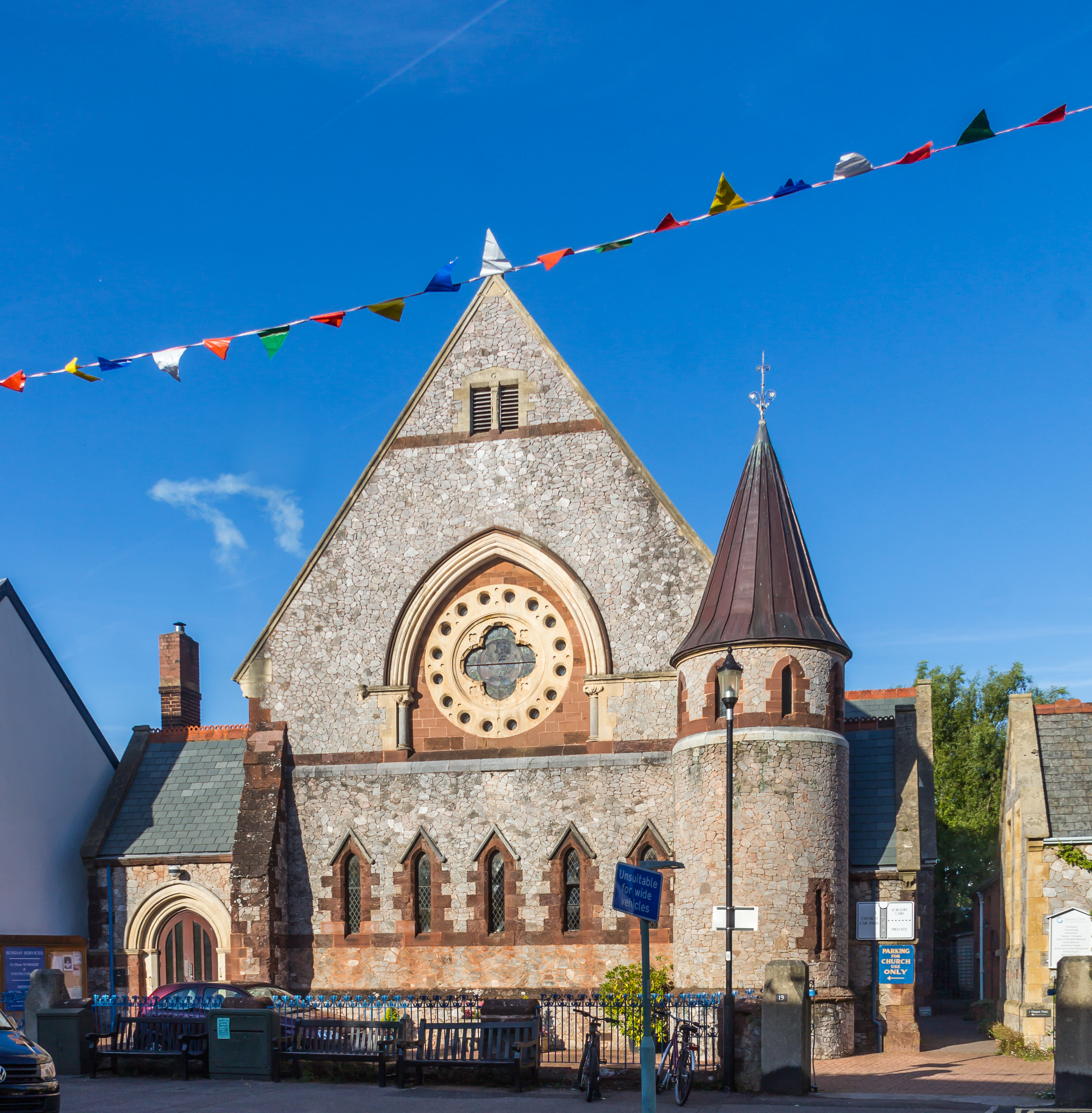
Kościół metodystyczny św. Mikołaja
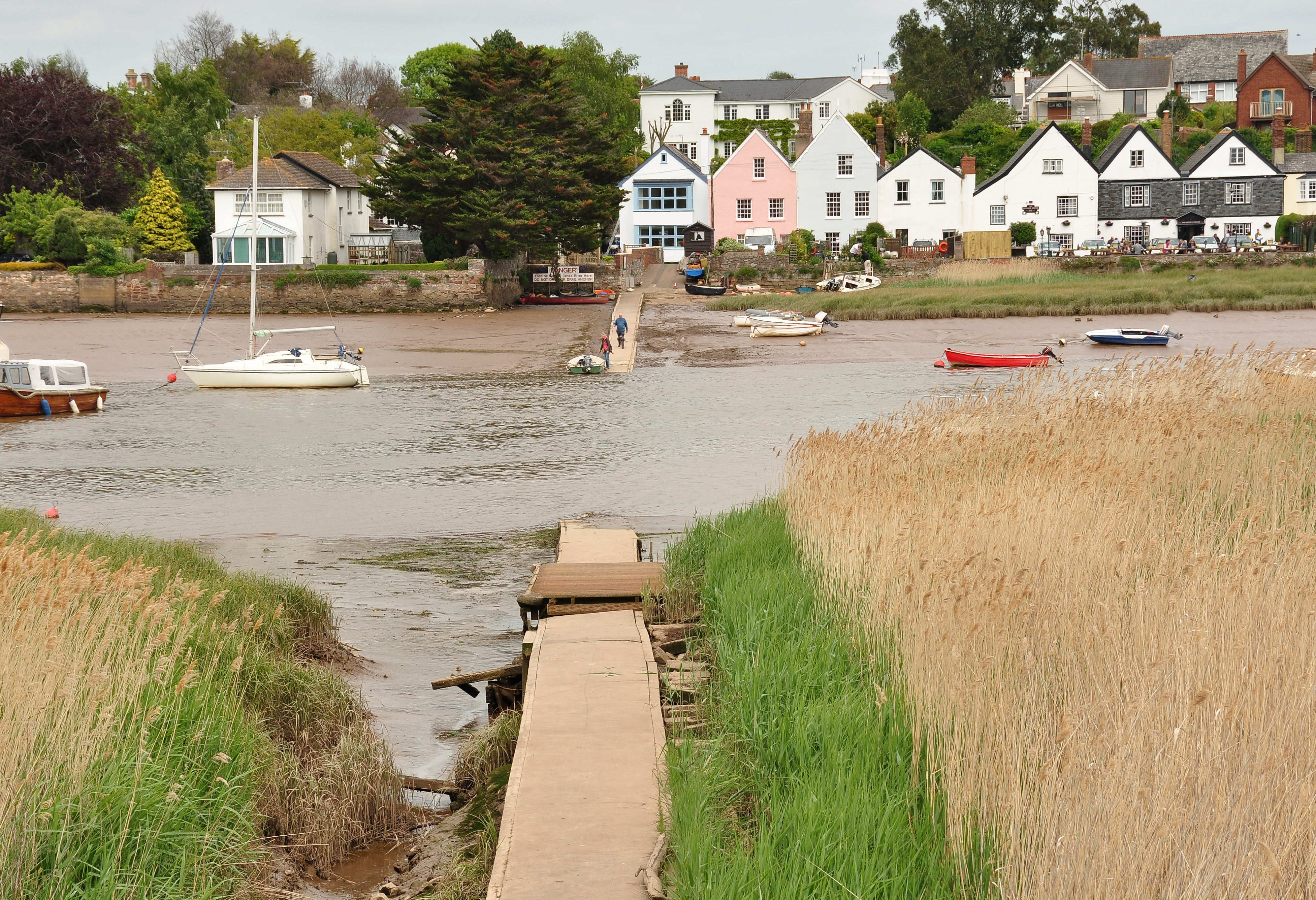
Przystań promowa
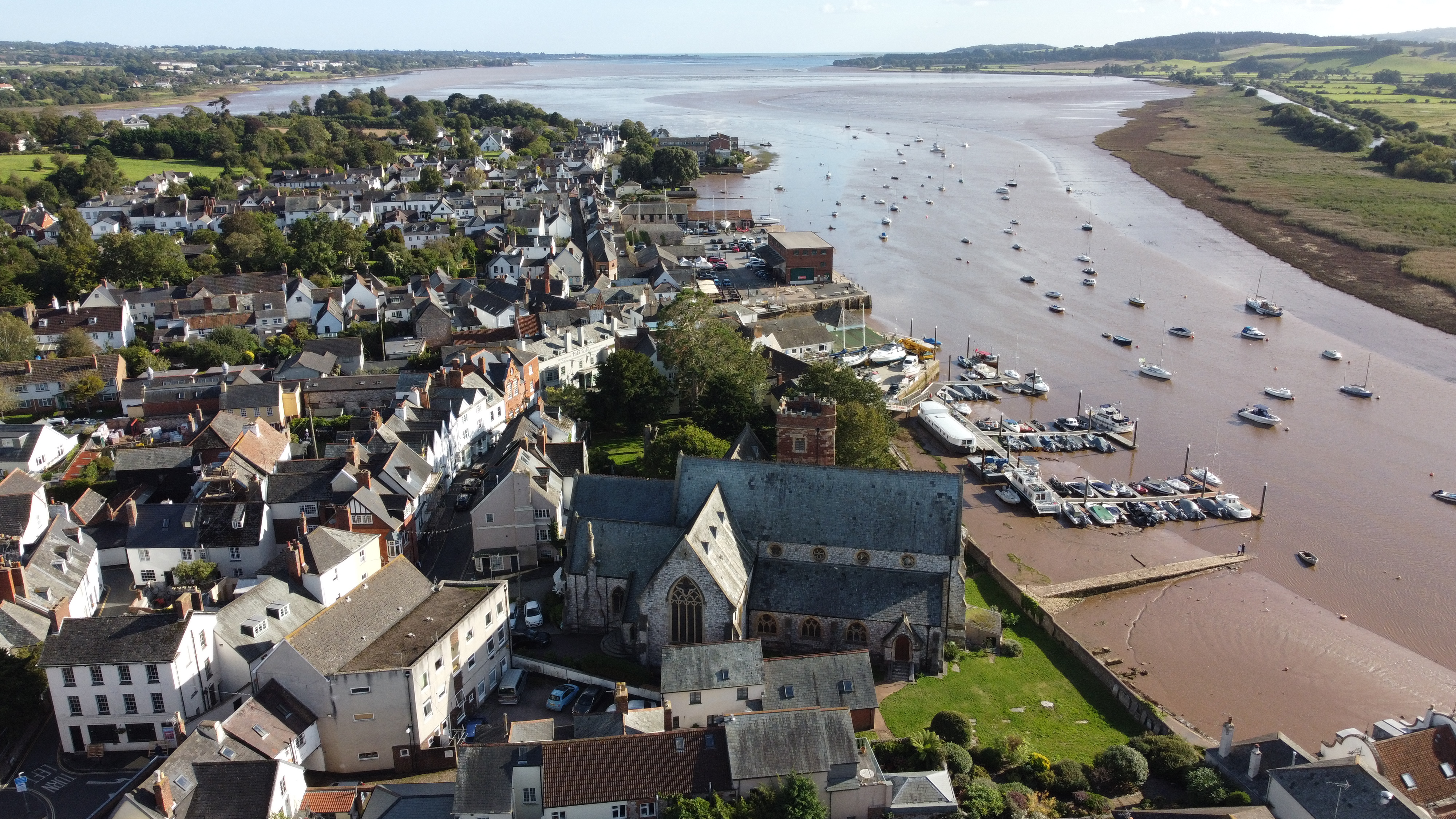
Topsham z lotu ptaka – kościół św. Małgorzaty, przystań jachtowa na rzece Exe; w tle estuarium rzeki